# Dinastia Song
|  | Per a altres significats, vegeu «dinastia Liu Song». |

La dinastia Song (en xinès tradicional i simplificat: 宋朝; en pinyin: Sòng Cháo) fou una dinastia que dominà el poder a la Xina entre 960 i 1279. Aquesta dinastia fou fundada per Zhao Kuangyin i durant el seu regnat el país va experimentar una etapa de bonança econòmica, comercial i cultural. Va ser aquest interès per la cultura, i un desencís per les qüestions militars el que va permetre als mongols ocupar el país el 1279, la qual cosa portà a l'extermini d'aquesta dinastia.
Va ser el primer govern de la història mundial que va utilitzar paper moneda i el primer govern xinès a establir una armada permanent. Aquesta dinastia també va veure el primer ús conegut de la pólvora, i també el primer discerniment del nord veritable utilitzant la brúixola. La dinastia Song del Sud va reforçar considerablement la força naval, amb l'objectiu de defensar les seves aigües i fronteres i dur a terme missions marítimes a l'estranger.
El període de 319 anys que va dura la dinastia Song es divideix en dues etapes diferents: la dels Song del Nord (北宋, 960-1127) i la dels Song del Sud (南宋, 1127-1279). Durant la primera, la capital Song va ser a la ciutat del nord Bianjing (actualment Kaifeng) i la dinastia controlava la major part de l'interior de la Xina. La segona fa referència al període que va seguir la pèrdua del nord de la Xina, que la dinastia Jin dels jurtxets va prendre als Song durant les guerres entre els Jin i els Song. En aquest període, la cort Song es va retirar al sud del riu Iang-Tsé i va establir la seva capital a Lin'an (actualment Hangzhou). Tot i que la dinastia havia perdut el tradicional bressol de la civilització xinesa en la conca del riu Groc, l'economia no va caure en la bancarrota, atès que l'Imperi Song del Sud controlava el seixanta per cent de la població de la Xina i la majoria de les terres agrícoles més productives.
Per tal de repel·lir els Jin, i posteriorment els mongols, els Song van desenvolupar una nova i revolucionària tecnologia militar, propulsada per l'ús de la pólvora.
L'any 1234, els territoris de la dinastia Jin van ser conquerits pels mongols, que es van apoderar del nord de la Xina, i van mantenir precàries relacions amb els Song del Sud. Mongke, el quart Kagan de l'Imperi mongol, va morir durant el setge de Diaoyucheng (Chongqing) de disenteria el 1259. El seu germà petit, Khublai Khan, va ser proclamat gran kan, tot i que el seu nomenament va ser reconegut únicament de manera parcial pels mongols de l'est. L'any 1271, Khublai Khan va ser proclamat emperador de la Xina. Després de dues dècades de guerres esporàdiques, els exèrcits de Khublai Khan van vèncer els Song l'any 1279 després de derrotar-los en la batalla de Yamen i la Xina va ser novament unificada, ara sota la dinastia mongol Yuan (1271-1368).

## Avenços
La tecnologia, la ciència, la filosofia, les matemàtiques i l'enginyeria van florir durant durant la dinastia Song, que va emetre jiaozi, el primer autèntic paper moneda de la història i va ser el primer govern xinès que va establir una marina permanent. També es va descobrir la primera fórmula química coneguda de la pólvora, la invenció d'armes de pólvora com la sageta de foc, la bomba i la llança de foc. També es va poder precisar on era del nord mitjançant una brúixola, la primera descripció registrada d'una resclosa i els dissenys millorats dels rellotges astronòmics. Econòmicament, la dinastia Song no tenia parangó atès que tenia un producte interior brut tres vegades més gran que el d'Europa durant el segle xii. La població de la Xina es va duplicar entre els segles x i xi gràcies a l'expansió del cultiu d'arròs, l'ús d'arròs de maduració primerenca del sud-est i el sud d'Àsia i a la producció generalitzada d'excedents alimentaris. El cens de Song del Nord va registrar 20 milions de llars, el doble de les dinastia Han i la dinastia Tang. Es creu que el Song del Nord tenia una població de 90 milions de persones, i 200 milions a l'època de la dinastia Ming. Aquest espectacular augment de la població va fomentar una revolució econòmica a la Xina premoderna.
L'expansió de la població, el creixement de les ciutats i l'aparició d'una economia nacional van portar a la retirada gradual del govern central de la participació directa en els afers econòmics. La baixa noblesa va assumir un paper més important en l'administració i els afers locals. La vida social durant la dinastia Song era vibrant: els ciutadans es reunien per veure i intercanviar obres d'art precioses, la població es barrejava en festivals públics i clubs privats, i les ciutats tenien animats barris d'entreteniment. La difusió de la literatura i el coneixement es va potenciar amb la ràpida expansió de la xilografia i la invenció del segle XI de la impressió de tipus mòbils. Filòsofs com Cheng Yi i Zhu Xi van revigoritzar el confucianisme amb nous comentaris, impregnats d'ideals budistes, i van posar èmfasi en una nova organització dels textos clàssics que establia la doctrina del neoconfucianisme. Encara que els exàmens de la funció pública havien existit des de la dinastia Sui, es van fer molt més destacats durant el període Song. Els funcionaris que van assolir el poder mitjançant l'examen imperial van portar a un canvi d'una elit aristocràtica militar a una elit burocràtica acadèmica.

## Història

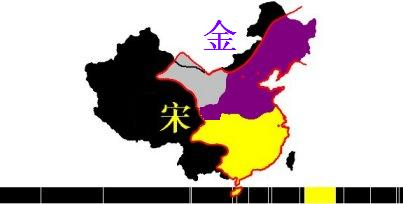
Territoris de la dinastia Song.

### El final de les Cinc Dinasties i Deu Regnes
Després d'un cop d'estat el 951, el general Guo Wei, un xinès han, va ser entronitzat, començant així Zhou posteriors, però Liu Chong, un membre de la família imperial Han posteriors, va establir els Han del Nord a Taiyuan i va demanar ajuda als Khitan de la dinastia Liao per derrotar els Zhou posteriors. La mort per malaltia de Guo Wei l'any 954 va posar fi al seu regnat de tres anys. Fou succeït pel seu fill adoptiu Chai Rong, que va poder fer algunes incursions al sud amb victòries contra els Tang del Sud el 956, que van cedir tot el territori al nord del riu Iang-Tsé i obligats a convertir-se en vassalls. Els seus esforços al nord per desallotjar els Han del Nord foren ineficaços, i va morir prematurament l'any 959 a causa d'una malaltia durant la campanya. Fou succeït pel seu fill Guo Zongxun de set anys i poc després, Zhao Kuangyin va usurpar el tron i es va declarar emperador de la dinastia Song.

### Song del Nord
Després d'usurpar el tron de la dinastia Zhou posterior, l'emperador Taizu de Song va passar setze anys conquerint la resta de la Xina pròpiament dita, reunint gran part del territori que abans havia pertangut a la dinastia Han i la dinastia Tang, posant fi a la convulsió del període de les Cinc Dinasties i dels Deu Regnes. L'any 960, els Tang del Sud es van convertir en vassall de la recentment establerta dinastia Song del Nord i al 963 Jingnan i Ma Chu va ser ocupat per la dinastia Song. Després que l'emperador Taizu de Song hagués derrotat Shu posteriors el 965 i al Han del Sud el 971, va ordenar la conquesta del Tang del Sud, que es va completar el 975 i va aconseguir gairebé completar la incorporació dels regnes del sud a la dinastia Song a la seva mort el 976. El seu germà petit, l'emperador Taizong de Song, volia emular els èxits del seu germà gran, i després d'incorporar Wuyue l'any 978 i animat pel seu èxit al sud, va decidir emprendre una campanya per destruir finalment els Han del Nord dirigint ell mateix l'exèrcit, va portar les seves forces a la capital Taiyuan, que va ser assetjada al juny. Una força inicial de socors enviada pels Liao va ser fàcilment derrotada per Song. Després d'un setge de dos mesos a la capital, l'emperador dels Han del Nord es va rendir i el regne es va incorporar a Song del Nord.
Tot i que la flota vietnamita va ser derrotada el 981 a la segona batalla del riu Bach Dang, Lé Hoan va aconseguir aturar els xinesos per terra a la batalla de Chi Lăng. Finalment va aconseguir negociar una pau per la qual, a canvi de retre homenatge i pagar tributs als emperadors de la Xina, Đại Việt es mantenia com un regne independent. Va liderar dues expedicions militar al sud contra el regne de Txampa, el 990 i el 994, que va esdevenir un estat vassall del Vietnam.
L'emperador Taizong de Jin anihilà amb èxit la dinastia Liao l'any 1125 i declarà la guerra contra la dinastia Song enviant dos exèrcits. El primer exèrcit jurtxet arriba el gener de 1126 a Taiyuan i posa setge a la ciutat, mentre el segon exèrcit travessà el riu Groc en el seu camí cap a Kaifeng, la capital Song. L'emperador Huizong abdicà i es retirà cap al sud al mateix temps que el segon exèrcit dels jurtxets s'aproximava a la capital i el seu fill Qinzong és entronitzat mentre els jurtxets s'apropen a Kaifeng, i hi posen setge fins que l'emperador Song promet pagar una indemnització anual, tanmateix, Qinzong incomplí la seva promesa i ordenà a les forces dels Song que defensessin les prefectures en comptes de fortificar la capital. Dos exèrcits enviats per Qinzong a Taiyuan, Zhongshan i Hejian són derrotats pels jurtxets al juny i al desembre, les forces Jin de Wányán Wúqǐmǎi que havien capturat Taiyuan arriben a Kaifeng, que saquejaren el 9 de gener del 1127 i al maig, l'emperador Qinzong, Huizong i els membres de la cort dels Song són fets presoners en un esdeveniment conegut com l'incident de Jingkang i conduïts cap al nord de Manxúria mentre la ciutat era saquejada. Liu Yu és entronitzat com a emperador de l'estat titella jurtxet Qi, i els Song, sota el lideratge de Gaozong, germà de Qinzong continuaren la lluita com a dinastia Song del Sud durant més d'una dècada contra la puixança dels Jin.
La cort Song va mantenir relacions diplomàtiques amb Chola, el califat Fatimita d'Egipte, Srivijaya, el kanat Qarakhànida a l'Àsia central, el regne de Goryeo a Corea i altres països que també eren socis comercials com el Japó. Els registres xinesos fins i tot esmenten una ambaixada de Miquel VII Ducas de l'Imperi Romà d'Orient i la seva arribada el 1081.

### Song del Sud
El juliol de 1129, les tropes Jin van començar a envair el territori Song en quatre direccions: Wanyan Chang des de l'est, Wuzhu des del mig, Wanyan Loushi des de l'oest i altres tropes dirigides per Wanyan Balisu. L'emperador Gaozong va ordenar al canceller Du Chong que abandonés la defensa de Kaifeng, retirant els seus companys soldats al sud del riu Iang-Tsé, i quan les forces Song van derrotar els Jin a la batalla de Huangtiandang el 1130, es van quedar al nord del riu i l'emperador Gaozong va declarar la ciutat de Lin'an com la nova capital temporal de la dinastia, substituint Kaifeng el 1133. En 1134, Yue Fei va comandar una campanya militar que va recuperar gran part del territori ocupat pels Jin, i l'any següent Qi captura la ciutat de Xiangyang, però el 1137 els Jin dissolen l'estat Qi i degraden Liu Yu com a emperador. El 1140 Yue Fei llança una expedició militar reeixida contra els Jin i aconsegueix guanys territorials considerables, però l'emperador Gaozong l'obliga a retirar-se, i l'any següent, quan Yue Fei és capturat, comencen les negociacions de pau, que culminen en el Tractat de Shaoxing pel qual Song cedí tot el nord de la Xina als Jin el 1142 per obtenir la pau.
Els Song van ajudar amb alguns contingents d'infanteria el 1234 els mongols en la conquesta del territori de la dinastia Jin, que va quedar totalment sotmesa als mongols en la batalla de Kaifeng, i en recompensa el gran kan Ogodei va cedir a l'imperi Song alguns districtes al sud-est del modern Henan, però l'emperador Lizong de Song es va considerar mal recompensat i considerava que se'ls havia de donar tot Henan, així que va atacar els mongols per incorporar tot Henan i es van apoderar de Kaifeng i Luoyang (juliol i agost del 1234), però els mongols no van tardar a recuperar-les. En un kuriltai celebrat el 1235 l'emperador Ogodei va endegar la conquesta del regne Song i tres exèrcits mongols van envair la Xina: el primer dirigit per Godan fill d'Ogodai, que va entrar a la regió de Sichuan i va ocupar Chengdu l'octubre del 1236, el segon dirigit per Kutchu, fill també d'Ogodai, i pel general Temutai, va ocupar Xiangyang al Hubei el març del 1236, i el tercer dirigit pel príncep Kun-buqa i el general Tchagan va arribar fins a Huang tcheu (més avall de la moderna Hang Keu) al Iang-Tsé, però no s'hi va poder sostenir. Els Song van oferir als mongols més resistència de l'esperada i el general xinès Meng Kong va reconquerir Xiangyang, que dominava el curs mitjà del Han el 1239 i els va disputar durant temps la zona central del Sichuan o Chengdu, que encara que fou ocupada dues vegades pels mongols no la van poder dominar fins al 1241.
El 1251 Mongke va nomenar el seu germà Khublai com a governador de les parts conquerides de la Xina i poc després li va donar com a feu l'Henan. Khublai es va rodejar de funcionaris xinesos i especialment el conseller Yao Chu, que havia estat el seu mestre de xinès breument quan era jove. Va fer esforços per restaurar l'agricultura a Henan, arruïnada per la guerra, i va repartir llavors i eines als pagesos. Els soldats es van convertir pagesos. Abans d'atacar els Song de front, per ordre de Mongke, Khublai els va rodejar i amb la cooperació del general Quriyangqatai (en persa Ouriyanqadai) fill del general Subotai, va sortir de Shensi (octubre del 1252), va travessar Sichuan i va entrar a Yunnan, que era un regne particular des del segle viii, el Nan Chao o Dali en xinès, habitat per la raça lo-lo (tais) que fou conquerit.
El 1258 en un kuriltai celebrat a Mongòlia, Mongke va decidir prendre personalment la direcció de la guerra contra els Song. Amb el principal exèrcit mongol va avançar de Shensi a Sichuan (octubre del 1258) i va conquerir Pao-ning (vers desembre del 1258), però tot i grans esforços no va poder conquerir Ho-tcheu (moderna Ho-tsiuan) important per estar a la forca del riu Kian Ling i els seus dos afluents. Entre 1258 i 1259 Khublai va baixar d'Hebei amb un altre exèrcit i va assetjar Wu-tcheu (moderna Wuhan) al Iang-Tsé mitjà, enfront de Han Keu al Hebei; al mateix temps el general Uriyangqatai, que a final de 1257 havia retornat a Yunnan d'una expedicio al Tonquín, va passar al Kwangsi on va atacar Kuei-lin, i va seguir cap a Henan per assetjar Changsha. Així els Song es veien atacats pel nord i sud.
Només la mort de Mongke l'11 d'agost de 1259 durant el setge de Diaoyucheng els va donar un breu respir, ja que Khublai volia tenir les mans lliures per assolir la successió al tron genguiskànida i va signar una treva amb el ministre Song Kia Sseu-tao que establí el Iang-Tsé de frontera, i llavors va tornar a Hebei amb el seu exèrcit.
El 1275, un exèrcit Song de 130.000 homes comandats pel canceller Jia Sidao va ser derrotat pel recentment nomenat comandant en cap Bayan Chingsang. El 1276, la major part del territori Song havia estat ocupat per les forces Yuan i en la batalla de Yamen al delta del riu Perla el 1279, l'exèrcit Yuan, dirigit pel general Zhang Hongfan, aixafà finalment la resistència Song. El darrer emperador, Bing de Song, de vuit anys, es va suïcidar, juntament amb el seu primer ministre Lu Xiufu.